# Tân Nhân
Tân Nhân (15 tháng 7 năm 1932 - 14 tháng 2 năm 2008) là một ca sĩ nhạc đỏ, nổi tiếng trong thập niên 1950-1970. Tên tuổi của Bà gắn liền với ca khúc Xa khơi của nhạc sĩ Nguyễn Tài Tuệ và nhiều ca khúc trữ tình cách mạng khác.

## Tiểu sử và sự nghiệp
Bà tên thật Trương Tân Nhân, sinh ngày 15 tháng 7 năm 1932 tại làng Mai Xá, xã Gio Mai, huyện Gio Linh, Quảng Trị, trong một gia đình trí thức. Cha bà là ông đốc Hy, mẹ là con gái trong một gia tộc họ Hoàng. Lớn lên bà học tại trường nữ sinh Đồng Khánh (Huế).
Cách mạng tháng 8 thành công, bà thoát ly gia đình theo cách mạng khi mới 13 tuổi. Bà tham gia đội phản gián, làm nhiệm vụ đưa tin, rải truyền đơn. Năm 1949, bà tham gia vào Đoàn Văn công Quân đội mặt trận Bình Trị Thiên và Trung Lào. Năm 1954, bà là diễn viên đơn ca tại Đoàn Ca múa Nhân dân Trung ương. Năm 1963, bà theo học khoa Thanh nhạc Trường Âm nhạc Việt Nam và tốt nghiệp năm 1968. Từ năm 1969 đến năm 1972, bà tu nghiệp tại Nhạc viện Sofia, Bulgaria. Về nước năm 1973, bà làm việc tại Đài Phát thanh Giải phóng, rồi Đài Tiếng nói Việt Nam. Bà còn là ủy viên Ban Chấp hành Hội Nhạc sĩ Việt Nam khóa II. Bà còn tham gia công tác đào tạo diễn viên cho Lào, xây dựng dàn hợp xướng cho các đội hợp xướng thiếu nhi ở Thủ đô Hà Nội.
Tân Nhân có một giọng nữ cao trữ tình, đậm chất miền Trung. Bà thành công với nhiều ca khúc dân ca và trữ tình cách mạng như: Xa khơi (Nguyễn Tài Tuệ), Tát nước đêm trăng, Nắng Ba Đình, Tình quê, Ru con (dân ca Nam Bộ), Tình quê hương (Trọng Bằng), Anh về miền Bắc, Chim Pongkle (Nhật Lai), Lăm tơi, Bên nôi con mẹ hát (Lê Lôi), Câu hò bên bờ Hiền Lương (Hoàng Hiệp - thơ Đăng Giao), Nhớ và một số ca khúc nước ngoài khác. Đặc biệt với Xa khơi, được thu âm vào thập niên 1960, bà được đánh giá là người thể hiện thành công nhất ca khúc này, và đây cũng là một ca khúc gắn liền với tên tuổi của bà, được công chúng yêu thích và đón nhận rộng rãi.
Tân Nhân đã được trao tặng Huân chương Kháng chiến chống Pháp hạng nhất, Huân chương Kháng chiến chống Mỹ cứu nước hạng nhất và danh hiệu Nghệ sĩ ưu tú (1988). Bà qua đời vào ngày 14 tháng 2 năm 2008 tại Thành phố Hồ Chí Minh, thọ 75 tuổi.

## Đời sống riêng
Năm 1949, trong trận càn ở Phong Lai, bà đã mất liên lạc với cơ sở. Tưởng bà đã chết, trường Huỳnh Thúc Kháng (nơi bà đang theo học) đã tổ chức truy điệu bà. Nhạc sĩ Hoàng Thi Thơ - người bạn học cùng quê - đã viết ca khúc Xuân chết trong lòng tôi để tưởng nhớ tới bà:
... Xuân ơi xuân
Chim xa đàn
Xuân ơi xuân
Ngờ đâu xuân chết trong lòng tôi
Trong tiếng đàn...
Về sau bà đã yêu Hoàng Thi Thơ. Sau này Hoàng Thi Thơ sang bên kia chiến tuyến, riêng bà lúc đó đang mang thai. Sau hiệp định Genève, Tân Nhân ở lại đất Bắc nuôi dạy con là Lê Khánh Hoài. (lấy họ theo người cha dượng tức người chồng thứ hai của bà là nhà báo Lê Khánh Căn nguyên phụ trách Phòng Văn nghệ Đài Tiếng nói Việt Nam (cơ sở 2, tại Thành phố Hồ Chí Minh) và nguyên Trưởng ban Bạn đọc Báo Nhân dân và tiếp tục sự nghiệp ca hát.) Hiện nay, Lê Khánh Hoài đang làm phóng viên, hoạt động trong lĩnh vực điện ảnh và kịch nghệ. Bà có hai người con (một trai một gái) với người chồng thứ hai là Lê Khánh Châu và Lê Khánh Như. Lê Khánh Châu lấy con gái cả nhà thơ Tố Hữu, hiện là Giáo sư, Tiến sĩ Khoa học của Đại học Bochum - Cộng hòa Liên bang Đức.